# Gnidia nana
Gnidia nana är en tibastväxtart som först beskrevs av Carl von Linné d.y., och fick sitt nu gällande namn av Johan Emanuel Wikström. Gnidia nana ingår i släktet Gnidia och familjen tibastväxter. Inga underarter finns listade i Catalogue of Life.